# 金乌山站
金烏山站（：／ Geumosan yeok */?）是韓國日治時期時，朝鮮總督府鐵道局京釜线上的一个车站，位于金泉站和大新站之间，目前已废止。

## 历史
- 1905年1月1日：开始使用。
- 1916年11月1日：停用本站。